# Арапуан
Арапуан (порт. Arapuã) — муниципалитет в Бразилии, входит в штат Парана. Составная часть мезорегиона Северо-центральная часть штата Парана. Входит в экономико-статистический микрорегион Ивайпоран. Население составляет 3519 человек на 2006 год. Занимает площадь 218,838 км². Плотность населения — 16,1 чел./км².

## История
Город основан 1 января 1997 года.

## Статистика
- Валовой внутренний продукт на 2003 год составляет 38 705 835,00 реалов (данные: Бразильский институт географии и статистики).
- Валовой внутренний продукт на душу населения на 2003 год составляет 10 135,07 реалов (данные: Бразильский институт географии и статистики).
- Индекс развития человеческого потенциала на 2000 год составляет 0,687 (данные: Программа развития ООН).

## География
Климат местности: субтропический. В соответствии с классификацией Кёппена, климат относится к категории Cfa.